# Torre Cajetani
Torre Cajetani és un comune (municipi) de la província de Frosinone, a la regió italiana del Laci, situat a uns 60 km a l'est de Roma i a uns 20 km al nord-oest de Frosinone.
Torre Cajetani limita amb els municipis de Fiuggi, Guarcino i Trivigliano.
A 1 de gener de 2019 tenia 1.338 habitants.